# Eois planifimbria
Eois planifimbria là một loài bướm đêm trong họ Geometridae.